# Émetteur de Burg

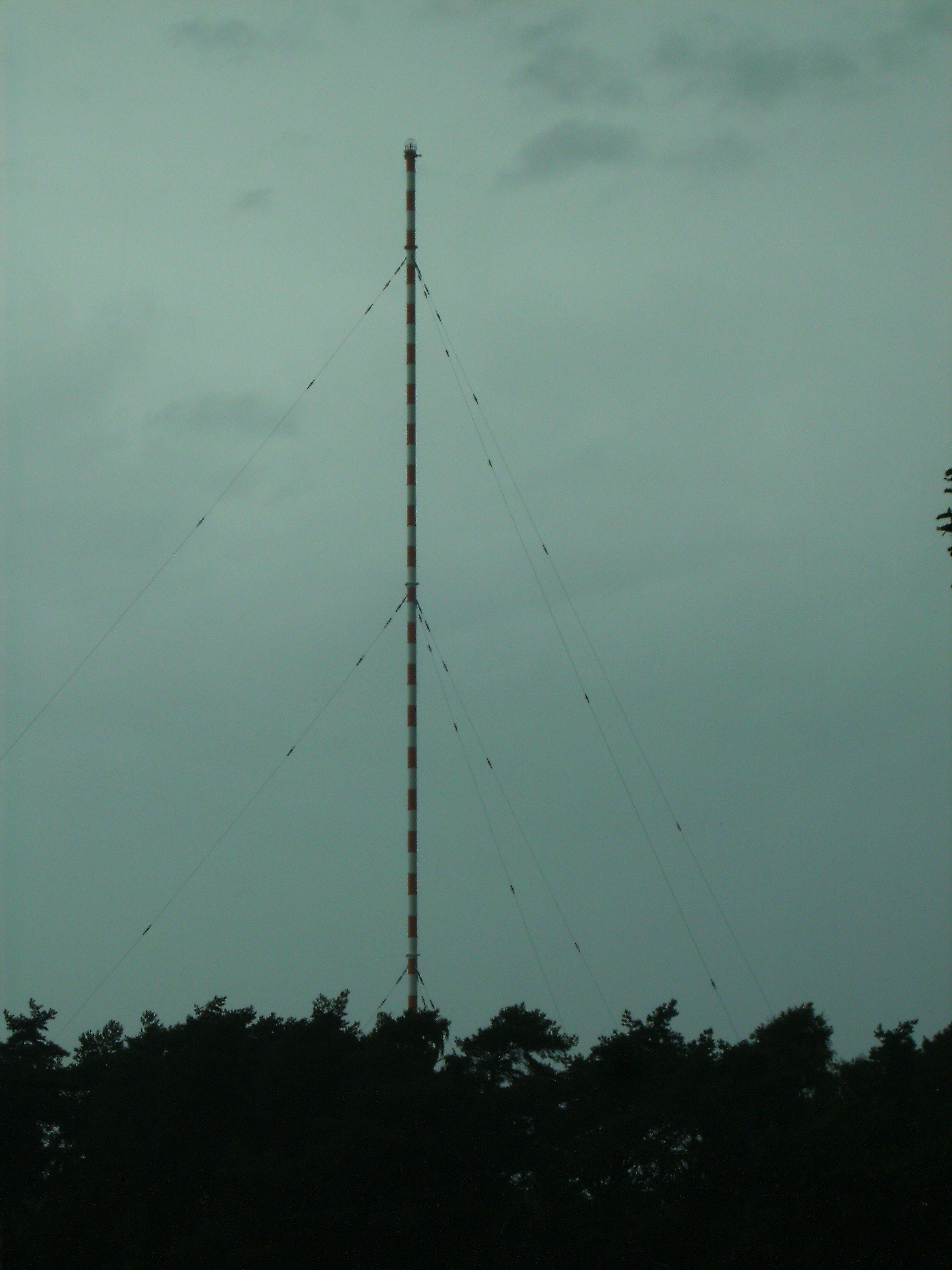
Émetteur de Burg

L'émetteur de Burg, situé à Burg (Saxe-Anhalt) en Allemagne, est un important service de radiodiffusion d'ondes moyennes et longues. Sa hauteur est de 324 mètres et il possède une section transversale triangulaire. 

## Description
Cet émetteur a porté, jusqu'aux commencement des années 1990, une antenne de transmission de fading-réduction fortement efficace grâce à une antenne spéciale développée par la Russie, l'ARRT-antenne. Avec une puissance de 1000kW actionnée sur 783 kilohertz, c'était l'émetteur le plus puissant de l'ancienne RDA comme antenne de transmission. Les deux mâts de 210 mètres sont isolés de la terre. Un des deux mâts peut être utilisé pour les ondes moyennes et grandes, l'autre ne peut être utilisé que pour les ondes moyennes.
De 1967 à 1976 il y avait un mât de 350 mètres pour les grandes ondes, le mât en acier SL3 qui a été employé pour transmettre le programme de radio Wolga. Ce mât était, pour ne pas affecter le champ de rayonnement des autres mâts, placé à une distance de 2,2 km des autres mâts, près de la route L52, à 5 km à l'est de Burg entre les villages de Gütter et Grabow. Il s'est effondré le 18 février 1976, en raison d'un boulon défectueux. Il n'a pas été reconstruit depuis. Il est longtemps resté au sol tel qu'il s'est abattu le jour même de sa chute.
L'autre mât en acier de 210 mètres a été converti pour qu'il puisse émettre  également en grandes ondes pour le programme de radio Wolga. 
Dans les années 1960 quelques émetteurs ont servi pour la propagande allemande en modulation d'amplitude (AM).